# Philocheras sabsechota
Philocheras sabsechota is een garnalensoort uit de familie van de Crangonidae. De wetenschappelijke naam van de soort is voor het eerst geldig gepubliceerd in 1911 door Kemp.